# Comando Suicida
Comando Suicida est un groupe de punk rock et oi! argentin, originaire de Buenos Aires. Leurs chansons traitent de sujets tels que le chômage , l'immigration clandestine, le trafic de drogue, la classe ouvrière et la violence (y compris celle connue dans les gradins entre hooligans). Au moins un des membres du groupe faisait partie de l'organisation fasciste Movimiento Social Nacionalista. Les thèmes politiques et nationalistes du groupe sont répudiés par les associations israélites argentines.

## Biographie

### Débuts
Comando Suicida est formé en 1983, année durant laquelle la démocratie argentine est restreinte par la dictature militaire du Proceso de Reorganización Nacional. Le groupe est une continuité d'un groupe punk rock formé en 1981 appelé Los Desalmados, duquel faisaient partie Sergio Betancourt (chant) et Key (guitare), et auquel s'ajoutent El Mariskal (basse, aussi membre de Trixy y los Maniáticos) et Fernán (batterie), ce dernier qui deviendra membre du groupe Alerta Roja (pilier du mouvement punk argentin à la fin des années 1970), qui constituent la première formation du groupe. Le nom de Comando Suicida s'inspire du terme britannique donnée par un soldat britannique, lors d'un entretien, qui décrivait l'Armée de terre argentine, pendant la guerre des Malouines. Ce nom rend hommage aux soldats tombés pendant cette guerre.
À ses débuts, Comando Suicida joue du punk rock similaire à celui des Sex Pistols, qui évoluera par la suite vers le social similaire à celui de groupes comme Cockney Rejects, Sham 69, Decibelios, Cock Sparrer, et The 4 Skins. Sans le savoir, Comando Suicida devait être le premier groupe de street punk et oi! argentin, adoptant une esthétique de ces courants musicaux alors pratiquement inconnus dans le pays.

### Premières chansons
En 1987, Comando Suicida enregistre son premier single, Al K.O, qui comprend les chansons Me cago en la yuta, Grito proletariov, Carecas et Kaos (du groupe anglais The 4 Skins). En 1988, Comando Suicida participe à la compilation punk underground Invasión 88, qui fait participer des groupes locaux comme Defensa y Justicia, Rigidez Kadavérica, Attaque 77, Flema, et Los Baraja. La compilation comprend deux de leurs chansons : Último recurso et Guacho pulenta ; le dernier étant dédié à Horacio Villafañe, guitariste de Todos Tus Muertos. Peu à peu, Comando Suicida se fait connaitre dans d'autres circuits et participe à certaines compilations oi! et skinheads brésiliens et allemands.

### Séparation
En 1994, le groupe publie son premier album cassette, Argentina despierta, qui note une évolution aussi bien musicale que lyrique. Peu après la sortie de l'album, le groupe se sépare. Al K.O  est réédité en 1994 par Discos Milagrosos, en un CD compilé appelé Simples avec Massacre Palestina et Sentimiento Incontrolable. Il est aussi réédité dans Invasión 88.

### Retours sporadiques
Le groupe revient en 2002 avec Sergio : Charly et Lute à la guitare, Tano à la basse, et Tati puis Nikito à la batterie. Charly reste à la guitare, et deux autres musiciens sont recrutés : Juan Gonad à la basse, et Dany (ex-Conmoción Cerebral, Doble Fuerza et Mal Momento) comme batteur. Ils parviennent à enregistrer en 2004 aux studio Fuera de Túnel un album intitulé Sentimiento inexplicable

## Discographie
- 1987 : Al K.O (EP)
- 1994 : Argentina despierta
- 1998 : Comando Suicida 1984-1996 (best-of)
- 2004 : Sentimiento inexplicable
- 2010 : Ayer, Oi! y siempre (album live)

## Compilados y miscelánea
- Invasión 88 (V/A, 1988)
- Simples (V/A, incluye el EP Al K.O, 1994)
- Skinhead Revolt (split 7" junto a Straw Dogs, Mistreat y Buldok, 1994)
- Oi! Rare & Exotica (V/A, 1997)